# Sportåret 1873

## Händelser

### Amerikansk fotboll
- 18 oktober - Columbia Princeton Rutgers and och Yale sätter upp regler för så kallad collegefotboll. [1]

### Baseboll
- Boston Red Stockings vinner National Association.[2]

### Boxning
- 23 september — Tom Allen blir omtvistad amerikansk tungviktsmästare då han besegrar Mike McCoole i 7:e ronden på "Chateau Island" utanför Saint Louis i Missouri, USA [3]
- 29 oktober — McCoole arresteras och döms sedan för att ha skjutit en annan boxare, Patsy Mavery i Saint Louis, Missouri, USA. Därmed avslutas hans karriär.[4]
- 18 november — Allen försvar sin titel mot Ben Hogan i Pacific City i Iowa, USA. Vid tredje ronden hävdar Hogan att det var foul, vilket inte domaren godkänner. Upplopp utbryter, och matchen avbryts och oavgjort resultat förklaras.  Allen behåller den amerikanska mästerskapstiteln, men boxas inte igen förrän 1876.[3]

### Cricket
- Okänt datum - Nottinghamshire CCC och Cloucestershire CCC delar titeln vid County Championship [5].

### Fotboll
- 6 december - Yale slår Eton med 2-1 då första internationella fotbollsmatchen i USA spelas.
- Okänt datum - Rangers FC bildas i Glasgow i Skottland, Storbritannien.

### Rodd
- 29 mars - Universitetet i Cambridge vinner universitetsrodden mot Oxfords universitet.

## Födda
- 5 november – Edwin Flack, australisk medeldistanslöpare, olympisk guldmedaljör.
- 14 oktober – Ray Ewry, amerikansk friidrottare, olympisk guldmedaljör tio gånger.
- 24 november – Herbert Roper Barrett, brittisk tennisspelare, olympisk guldmedaljör.

### Fotnoter
1. ↑  ”Chronology of Sports”. Arkiverad från originalet den 22 juli 2011. https://web.archive.org/web/20110722012455/http://worldtimeline.info/sports/. Läst 18 juli 2011.
2. ↑  ”The 1873 Season” (på engelska). Retrosheet. http://www.retrosheet.org/boxesetc/1873/Y_1873.htm. Läst 11 augusti 2015.
3. 1 2  Cyber Boxing Zone – Tom Allen. läst 12 november 2009.
4. ↑  Cyber Boxing Zone – Mike McCoole.  läst 12 november 2009.
5. ↑  En inofficiell titel fram till december 1889 då första officiella County Championship spelades.